# Francis Xavier Sudartanta Hadisumarta
Francis Xavier Sudartanta Hadisumarta O. Carm (sinh ngày 13 tháng 12 năm 1932 - mất ngày 12 tháng 2 năm 2022) là một Giám mục người Indonesia của Giáo hội Công giáo Rôma. Ông nguyên là Giám mục chính tòa Giáo phận Manokwari–Sorong trước khi hồi hưu. Trước đó, ông cũng đảm nhận vai trò Giám mục chính tòa Giáo phận Malang và Chủ tịch Hội đồng Giám mục Indonesia.

## Tiểu sử
Giám mục Francis Xavier Sudartanta Hadisumarta sinh ngày 13 tháng 12 năm 1932, tại Ambarawa, thuộc Indonesia. Sau quá trình tu học dài hạn tại các cơ sở chủng viện theo quy định của Giáo luật, ngày 12 trhan1g 7 năm 1959, Phó tế Hadisumarta, 29 tuổi, tiến đến việc được truyền chức linh mục. Tân linh mục cũng là thành viên Dòng Order of Our Lady of Mt. Carmel [viết tắt` O. Carm].
Sau gấn 4 năm thực hiện các công việc mục vụ trên cương vị là một linh mục, ngày 1 tháng 3 năm 1973, tin tức từ Tòa Thánh loan báo việc Giáo hoàng đã xác nhận việc tuyển chọn linh mục Francis Xavier Sudartanta Hadisumarta, 41 tuổi, gia nhập Giám mục đoàn Công giáo Hoàn vũ, với vị trí được trao phó là Giám mục chính tòa Giáo phận Malang. Lễ tấn phong cho vị giám mục tân cử được tổ chức sau đó vào ngày 16 tháng 7 cùng năm, với phần nghi thức truyền chức chính yếu được cử hành cách trọng thệ bởi 3 giáo sĩ cấp cao. Chủ phong cho tân giám mục là Hồng y Justinus Darmojuwono, Tổng giám mục Tổng giáo phận Semarang. Hai vị còn lại, với vai trò phụ phong, gồm có Tổng giám mục Leo Soekoto, S.J., Tổng giám mục Tổng giáo phận Djakarta và Giám mục Jan Antonius Klooster, C.M., Giám mục chính tòa Giáo phận Surabaia. Tân giám mục chọn cho mình châm ngôn:Evangelium Christi.
Mười lăm tại Malang cũng đánh dấu bước ngoặt mới cho Giám mục Hadisumarta, khi Tòa Thánh quyết định thuyên chuyển Giám mục này đến nhiệm sở mới, mà cụ thể là Giáo phận Manokwari-Sorong với vị trí tương đương như cũ, là Giám mục chính tòa. Quyết định nói trên được công bố trên các phương tiện truyền thông Tòa Thánh vào ngày 5 tháng 5 năm 1988.
Sau 15 năm tại Manokwari-Sorong, Giám mục Francis Xavier Sudartanta Hadisumarta xin từ nhiệm, và Tòa Thánh chấp thuận vào ngày 30 tháng 6 năm 2003.
Ngoài các chức danh do phía Tòa Thánh bổ nhiệm, Giám mục Francis Xavier Sudartanta Hadisumarta còn kiêm nhiệm vị trí Chủ tịch Hội đồng Giám mục Indonesia từ năm 1980 đến năm 1988.
Ông qua đời ngày 12 tháng 2 năm 2022, hưởng thọ 89 tuổi.